# (5346) Benedetti
(5346) Benedetti es un asteroide perteneciente al cinturón de asteroides, descubierto el 24 de agosto de 1981 por Henri Debehogne desde el Observatorio de La Silla, Chile.

## Designación y nombre
Designado provisionalmente como 1981 QE3. En 2021 fue nombrado Benedetti, en honor al escritor uruguayo Mario Benedetti.

## Características orbitales
Benedetti está situado a una distancia media del Sol de 3,139 ua, pudiendo alejarse hasta 3,707 ua y acercarse hasta 2,570 ua. Su excentricidad es 0,181 y la inclinación orbital 2,449 grados. Emplea 2031,67 días en completar una órbita alrededor del Sol.

## Características físicas
La magnitud absoluta de Benedetti es 12,4. Tiene 15,861 km de diámetro y su albedo se estima en 0,068. 